# Myeloide Suppressorzelle
Myeloide Suppressorzellen (MDSC engl. Myeloid-derived suppressor cells) sind eine heterogene Gruppe unreifer, myeloischer Zellen, die in der Lage sind, durch T-Zellen vermittelte Immunantworten zu unterdrücken. Im Normalfall (Gesundheit) regulieren sie die Erneuerung des Gewebes und die Immunantwort. Im Falle von lang anhaltenden Krankheiten (Autoimmunerkrankungen, Krebs, HIV) reichern sich MDSC im Körper an und haben meist einen negativen Effekt auf die Heilung. 
Generell können MDSC zwischen PMN-MDSC (polymorphonuclear), M-MDSC (monocytic) und eMDSC (early) unterschieden werden. PMN-MDSC ähneln hierbei aufgrund ihres Phänotyps Granulozyten und M-MDSC Monozyten. 
Da der Schweregrad einer lang anhaltenden Krankheit oftmals mit der Anzahl von MDSC korreliert, könnten MDSC als nützlicher Biomarker genutzt werden, um den (Miss)-Erfolg eines Medikaments oder beispielsweise einer Chemotherapie zu überwachen. Dies ist mittels Durchflusszytometrie möglich.
Zudem werden verschiedene auf die Beeinflussung der MDSCs bezogene Therapieansätze verfolgt, um beispielsweise die Folgen von Autoimmunkrankheiten, Karzinombildung oder Transplantatabstoßung zu unterdrücken.